# Aurelia, Iowa
Aurelia är en ort i Cherokee County i delstaten Iowa, USA.